# Keio Challenger International Tennis Tournament 1999
Il Keio Challenger International Tennis Tournament 1999 è stato un torneo di tennis facente parte della categoria ATP Challenger Series nell'ambito dell'ATP Challenger Series 1999. Il torneo si è giocato a Yokohama in Giappone dal 2 al 7 novembre 1999 su campi in sintetico indoor.

## Vincitori

### Singolare
Hyung-Taik Lee ha battuto in finale  Paradorn Srichaphan con il punteggio di 6–3, 6–0.

### Doppio
Satoshi Iwabuchi /  Thomas Shimada hanno battuto in finale  Michael Joyce /  Kyle Spencer con il punteggio di 6–2, 6–4.